# Alexa Visarion
Alexa Visarion (n. 11 septembrie 1947, Bălușeni, Botoșani, România) este un regizor și scenarist român de teatru și film.

## Biografie
Alexa Visarion a montat în țară și în străinătate peste 100 de spectacole, cu precădere din dramaturgia lui I.L. Caragiale, A.P. Cehov, Shakespeare sau Eugene O’Neill. Este autorul unor filme artistice care au marcat istoria cinematografului românesc, între care „Înainte de tăcere” (1978), „Înghițitorul de săbii” (1981), „Năpasta” (1982), „Luna Verde” (2008), „Ana” (2014).
A obținut numeroase premii și distincții, printre care Premiul Academiei Române pentru întreaga creație teatrală și cinematografică (2008), Premiul pentru întreaga activitate UNITER (2005), Premiul ATM pentru cel mai bun spectacol (1981), Premiul Secției de Critică ATM pentru exegeză scenică și filmică a operei lui I.L. Caragiale (1979), Marele Premiul la Festivalul Internațional de Teatru Arezzo (1979). A fondat, în 1991, primul teatru independent bilingv din România, Teatrul româno-american „Eugene O’Neill”, și a înființat, în 2002, Asociația Culturală „Dialog”.
În 1983, Visarion primește primul Grant Fulbright în domeniul teatrului. În perioada 1985-1986 este invitat să predea la Universitatea din Texas, iar între 1986-1988 îi este acordată o nouă bursă Fulbright și susține cursuri în domeniul filmului la universități din Los Angeles, New York și Boston.
Alexa Visarion este autorul unei serii de volume dedicate teatrului și al unor articole, eseuri și interviuri de referință atât pentru domeniul artistic cât și pentru cel didactic. Preocuparea sa pentru teme de strategie și management s-a materializat în cronici și comentarii publicate în importante reviste din țară. Despre personalitatea complexă a regizorului au apărut două cărți: „Alexa Visarion sau destinul vocației”, coordonată de Elena Saulea (Editura Junimea), și „Univers filmic – Alexa Visarion (Jurnal de spectator)” de Vasilica Bălăiță (Editura Artes).
Este Director Onorific al Teatrului „Mihai Eminescu” din Botoșani, cetățean de onoare al Municipiului Botoșani (1992), cetățean de onoare al comunei natale Bălușeni (2015). A primit Ordinul Național ,,Serviciul Credincios’’ în grad de Cavaler, acordat de Președinția României. Este membru al Uniunii Cineaștilor din România (UCIN), membru fondator al Uniunii Autorilor și Realizatorilor de Film (UARF). Este membru al Uniunii Teatrale din România (UNITER), iar între anii 1985-2005 a fost membru al The Association for Theatre Higher Education (ATHE) – SUA și membru fondator al Societății „I.L.Caragiale” (1979-1985).
În 2014 i-a fost acordat titlul Doctor Honoris Causa al Universității Naționale de Arta Teatrală și Cinematografică „I.L.Caragiale”, București. Până în prezent a pus în scenă peste 100 de spectacole și a realizat ca scenarist și regizor 7 filme artistice de lung metraj. În 1983 primește primul Fulbright Grant, program de Cercetare și studiu în domeniul teatrului în SUA și își desfășoară activitatea în universitățile din California, Dallas și Milwaukee. Intre1985-1986 este invitat ca Visiting Artist & Professor la The University of Texas în Dallas. În perioada 1986-1988 îi este acordată o nouă bursă Fulbright și susține cursuri în domeniul filmului la universități din Los Angeles, New York și Boston. A fost lucrător/colaborator al securității.
Pentru întreaga sa activitate, regizorul și profesorul Alexa Visarion a primit, pe 12 octombrie 2017, marele premiul „George Apostu”. A pus în scenă piese scrise de Cehov și Shakespeare în Statele Unite.

## Viața personală
Tatăl său, Fedea Bulăievschi, basarabean emigrat în România, fusese în conducerea Partidului Național-Țărănesc, motiv pentru care a făcut închisoare ca deținut politic timp de 15 ani, între 1947-1962, precum și alți ani de închisoare între 1964 și 1967.

## Filmografie

### Ca regizor
- Înainte de tăcere (1978)
- Înghițitorul de săbii (1982)
- Năpasta (1982)
- Punct... și de la capăt (1987)
- Vinovatul (1991)
- Luna verde1 (2008)
- Ana (2014)

### Ca scenarist
- Înainte de tăcere (1978)
- Înghițitorul de săbii (1982)
- Năpasta (1982)
- Punct... și de la capăt (1987) - în colaborare cu Radu F. Alexandru
- Vinovatul (1991)
- Luna Verde (2008)

## Scrieri
- Spectacolul ascuns[7], UNATC Press, 2002
- Goana pe nisip[8], Editura Bybliotek, 2012
- Alexa Visarion sau destinul vocației, Editura Junimea, 2015
- Împotriva uitării, Editura Ideea Europeană, 2017
- Nostalgia valorii, Editura Ideea Europeană, 2018
- Cealaltă scenă, Editura Ideea Europeană, 2020

## Premii și distincții
2008 - Premiul Aristizza Romanescu al Academiei
Române - acordat pentru întreaga creație teatrală și cinematografică.
2005 - Premiul Uniter de Regie pentru întreaga activitate.
2005 - Premiul Uniter pentru regia serialului radiofonic "Un duel în ziua nunții” dupa A.P. Cehov.
1994 - Premiul pentru cel mai bun spectacol, pentru cea mai bună interpretare feminină - Carmen Galin, pentru cea mai bună interpretare masculină - Claudiu Bleonț și pentru regia spectacolului Steaua fără nume de M. Sebastian, în cadrul Festivalului
Național de Comedie.
1988 - Premiul revistei Teatrul pentru cea mai bună regie, pentru cea mai bună scenografie—Emilia Jivanov, cea mai bună interpretare feminină - Larisa Stase Mureșan în Mașa, acordat spectacolului Trei surori de Cehov, Teatrul Național Timișoara. 
1983 - Premiul ACIN pentru originalitatea muzicii, Aurel Stroe, Năpasta.
1982 - Premiul ACIN pentru cea mai bună interpretare masculină, Mircea Albulescu, Înghițitorul de săbii.
Președintele României Ion Iliescu i-a conferit lui Alexa Visarion la 29 noiembrie 2002 Ordinul național Serviciul Credincios în grad de Cavaler, „pentru crearea și transmiterea cu talent și dăruire a unor opere literare semnificative pentru civilizația românească și universală”.